# Municipio de Claremont (Minnesota)
El municipio de Claremont (en inglés: Claremont Township) es un municipio ubicado en el condado de Dodge en el estado estadounidense de Minnesota. En el año 2010 tenía una población de 461 habitantes y una densidad poblacional de 5,11 personas por km².

## Geografía
El municipio de Claremont se encuentra ubicado en las coordenadas 44°4′34″N 92°59′1″O / 44.07611, -92.98361. Según la Oficina del Censo de los Estados Unidos, el municipio tiene una superficie total de 90.14 km², de la cual 90 km² corresponden a tierra firme y (0,16 %) 0,14 km² es agua.

## Demografía
Según el censo de 2010, había 461 personas residiendo en el municipio de Claremont. La densidad de población era de 5,11 hab./km². De los 461 habitantes, el municipio de Claremont estaba compuesto por el 96,31 % blancos, el 2,17 % eran asiáticos, el 1,3 % eran de otras razas y el 0,22 % eran de una mezcla de razas. Del total de la población el 1,95 % eran hispanos o latinos de cualquier raza.